# Jack Diment
Jack B. Diment (né en 1881 en Écosse et mort à une date inconnue) était un joueur de football écossais, qui jouait au poste de milieu de terrain.

## Biographie
Jack Diment, commence le football dès son plus jeune âge et joue au départ en Grande-Bretagne.
À 24 ans, il part tenter sa chance sur le continent pour travailler, au départ comme simple employé en Italie. Il continue alors à jouer au football, alors en pleine expansion en Europe.
Il joua en tout deux saisons dans le club turinois, totalisant 11 matchs (une saison ne durait à l'époque que quelques matchs). Ses principaux faits d'armes à la Juve furent lorsqu'il remporta le championnat d'Italie de football en 1905, la Prima Categoria 1905, premier trophée majeur remporté par le joueur ainsi que par le club.
Diment jouait à cette époque sur l'aile gauche, et formait alors le milieu de l'équipe de Turin avec Giovanni Goccione et le suisse Paul Arnold Walty sur le côté droit.
Lors des saisons italiennes de 1908 et 1909, Jack Diment joua pour le club local rival de la Juve du Foot-Ball Club Torino (club créé par Alfred Dick à la suite d'une dissidence avec la Juventus), où il rejoignit son ancien président Alfred Dick.
Ensuite, lors de la saison 1909/10, il rejoint le club lombard du Milan Cricket and Foot-Ball Club.
Durant sa période en Italie, Jack Diment était surnommé il mulo (l'âne), due à sa puissance, son courage, et son grand marquage de joueur, et bien qu'il ne parlait pas l'italien, il dirigeait parfois avec sérieux les entraînements du club. À l'écart des cris et du bruit lors des victoires, on le comparait à Don Giovanni.

## Palmarès
Juventus
- Championnat d'Italie (1) :
  - Champion : 1905.
  - Vice-champion : 1906.